# Conselho de Cento
O Conselho de Cento era uma instituição de governação, conhecida como assembleia consultora do governo municipal de Barcelona durante o antigo regime, na cidade de Barcelona, estabelecida no século XIII e que perdurarou até ao século XVIII. O seu nome tem a origem no número dos seus membros, que eram cem. A Rua do Conselho de Cento, uma importante rua do Eixample da cidade de Barcelona, está-lhe dedicada. A importância do Conselho de Cento vê-se em muitos exemplos, como quando no ano 1464 proclamou Conde de Barcelona D. Pedro de Coimbra, Condestável de Portugal.
Outro exemplo é a negativa do Conselho de Cento em aceitar a concessão feita pelo rei de um estudo geral. Martim, o Humano, a 10 de janeiro de 1401, outorgou o privilégio real da fundação do Estudo Geral de Medicina e Artes, com as mesmas prerrogativas que o de Montpellier. Finalmente, em 1450, deu origem à Universidade de Barcelona, agora já com o alto patrocínio do Conselho de Cento, que requer ao rei D. Fernando a sua criação.
Inclusive dispunha de atribuições militares para a defesa da cidade, na força da Coronela de Barcelona, que teve um papel heróico na resistência contra os ataques das tropas borbónicas de 1713.

## Abolição
O Conselho de Cento, que durante a Guerra da Sucessão Espanhola se tinha posicionado a favor da causa austracista, criando um regimento militar, bem como a Diputação da Generalidade da Catalunha foram abolidas pelo Marechal James Fitz-James Stuart, primeiro duque de Berwick, a 15 de setembro de 1714.